# Fibigia lunarioides
Fibigia lunarioides là một loài thực vật có hoa trong họ Cải. Loài này được (Willd.) Sweet mô tả khoa học đầu tiên năm 1826.